# 한국존슨앤드존슨
한국존슨앤드존슨판매(영어: Johnson & Johnson Korea Sales) 혹은 켄뷰코리아(영어: Kenvue Korea)은 미국의 제약회사이며. 지사는 대한민국 서울에 있다.

## 연혁
- 1982년 11월 대한민국의 제약회사 동아제약과 합작으로 ㈜한국존슨앤드존슨으로 설립
- 1983년 5월 대한민국의 제약회사 유한양행과 합작회사 ㈜한국얀센 설립
- 1984년 10월 존슨즈베이비(영어: Johnson's Baby)를 한국에 첫 시판
- 1985년 6월 미국 존슨앤드존슨과 합작회사 ㈜한국씨락 설립
- 1988년 2월 한국존슨앤드존슨 청주공장 착공
- 1989년 4월 오랄 케어 브랜드 리치(영어: REACH)를 한국에 출시
- 1990년 6월 1회용 콘택트렌즈 아큐브(영어: ACUVUE)를 한국에 출시
- 1990년 3월 한국존슨앤드존슨 청주공장 준공
- 1991년 3월 여성용 고급화장비누 뉴트로지나(영어: Neutrogena)를 한국에 출시
- 1993년 8월 ㈜한국씨락 인수 합병
- 1998년 3월 투명,반투명,방수 새로운 타입의 일회용밴드 밴드-에이드(영어: Band-Aid)를 한국에 첫 출시
- 2007년 1월에 대한민국에는 한국존슨앤드존슨판매유한회사, ㈜한국존슨앤드존슨, 한국존슨앤드존슨메디칼, ㈜한국얀센, 존슨앤드존슨비젼, 얀센백신의 6개 별도 법인으로 별도 진출해 있다.
- 2017년 2월 오랄 케어 브랜드 리치(영어: REACH)를 LG생활건강에 인수 양도
- 2020년 5월 비듬치료제 니조랄(영어: Nizoral)를 휴온스에 인수 양도
- 2022년 9월 존슨앤드존슨 소비자사업부를 켄뷰(영어: Kenvue)에 인적 분할
- 2023년 5월 켄뷰의 한국법인 켄뷰코리아(영어: Kenvue Korea)로 분사되었다

## 제품
소비자 사업부
- 존슨즈 베이비
- 클린앤클리어
- 뉴트로지나
- 아비노
- 밴드에이드
- 타이레놀
  - 타이레놀 베이비
  - 타이레놀 칠드런
  - 우먼스 타이레놀
  - 타이레놀산
- 니조랄
- 아큐브
- 니코레트 (금연보조제)
- 리스테린
- 로게인 (탈모치료제)